# 1936 en rugby à XV
Cette page présente les faits marquants de l'année 1936 en rugby à XV : les principales compétitions et évènements liés au rugby à XV et rugby à sept ainsi que les naissances et décès de grandes personnalités de ce sport.

## Principales compétitions
- Currie Cup (du ? au ? 1936)
- Championnat de France (du ? 1935 au 10 mai 1936)
- Tournoi britannique (du 18 janvier au 21 mars 1936)

## Événements

### Janvier
- 4 janvier : l'équipe d'Angleterre l'emporte pour la première fois contre l'équipe de Nouvelle-Zélande 13-0 grâce notamment à deux essais d'Alexander Obolensky dont l'un fait suite à une percée oblique connue sous le nom de la diagonale du prince[1],[2].

### Mars
- 21 mars : l'équipe du pays de Galles termine première du Tournoi britannique de rugby à XV 1936 en remportant deux victoires et en concédant un match nul.

### Mai
- 10 mai : le championnat de France de rugby à XV de première division 1935-1936  est remporté par le RC Narbonne qui bat l'AS Montferrand en finale sur le score de 6 à 3[3].
- 14 au 17 mai : le tournoi pré-olympique de Berlin avec la Roumanie, l'Italie, l'Allemagne et la France est remporté par cette dernière face à l'Allemagne sur le score de 19 à 14[4].

### Juin
- ? juin : le Hampshire champion d’Angleterre des comtés.
- ? juin : la Western Province est championne d'Afrique du Sud des provinces (Currie Cup).

## Principales naissances
- 3 juin : Colin Meads, joueur de rugby à XV néo-zélandais ayant obtenu 55 sélection avec les All blacks naît à Cambridge[5]. († 20 août 2017).

## Principaux décès
- 9 janvier : Buller Williams, ayant joué au poste de troisième ligne aile avec l'équipe du pays de Galles, meurt à Barry[6].
- 3 avril : Robert MacMillan international écossais ayant disputé 21 matchs avec le XV du chardon meurt à l'âge de 75 ans dans la ville anglaise de Cirencester[7].